# Nothing Else Matters

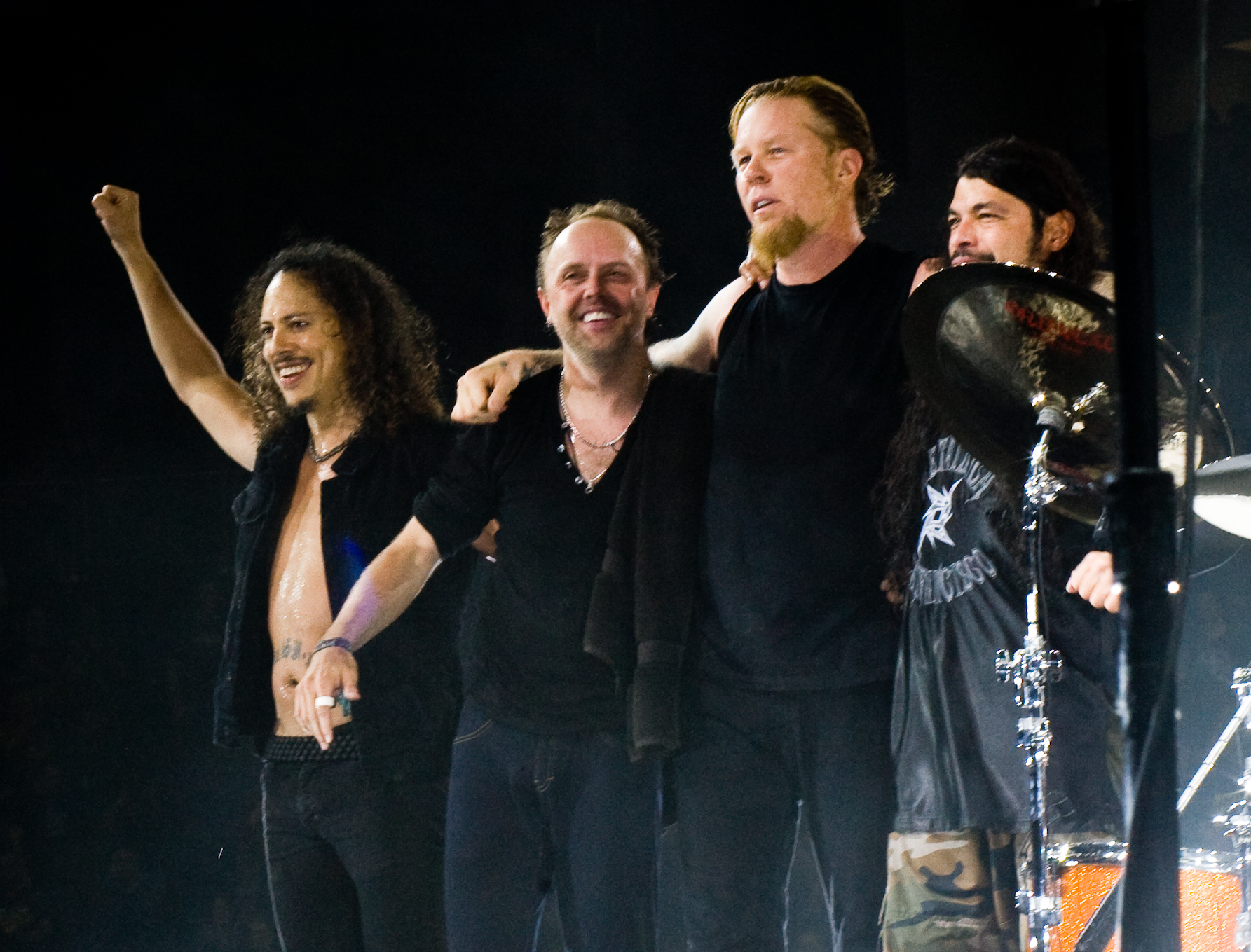
Metallica live in London (2008)

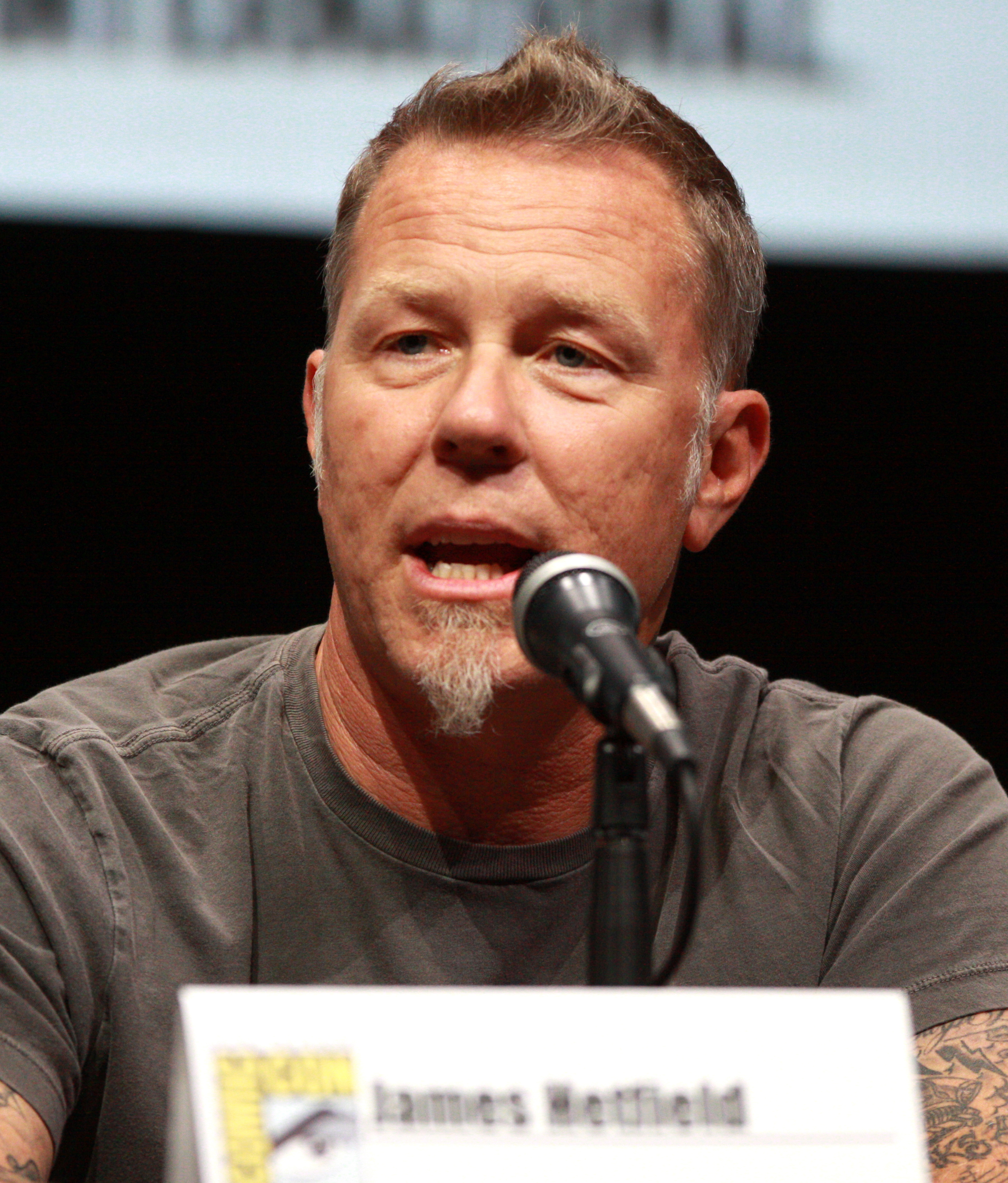
Sänger und Gitarrist James Hetfield, der das Lied während eines Telefonates schrieb (2013)

Nothing Else Matters (englisch für „Nichts anderes zählt“ oder „Nichts anderes ist von Bedeutung“) ist ein von James Hetfield und Lars Ulrich geschaffenes Lied der US-amerikanischen Metal-Band Metallica aus dem Jahr 1991. Es handelt sich um eine Metalballade oder Powerballade, die als Single-Auskopplung (Frühjahr 1992 vom Label Vertigo Records) aus dem Erfolgsalbum Metallica zum erfolgreichsten und bekanntesten Stück der Gruppe avancierte. Darüber hinaus ist es eines der wenigen Metal-Stücke, das sich im Popmusik-Mainstream genreübergreifend als Standard-Song verankern konnte und Coverversionen von Vertretern unterschiedlichster Stilrichtungen erfuhr. Eine mit dem San Francisco Symphony Orchestra live aufgenommene Version wurde als Single Ende der 1990er-Jahre ebenfalls ein großer Charterfolg.

## Entstehung
Entstehungsgeschichtlich gesehen ist Nothing Else Matters eine Zufallskomposition. Metallica, die sich die Jahre zuvor einen Ruf als eine der bedeutendsten und zugkräftigsten Bands der US-amerikanischen Metal-Szene erspielt hatten, befanden sich Anfang der 1990er in einer Umorientierungsphase. Musikalisches Dokument dieser Umorientierung wurde das 1991 veröffentlichte Album Metallica – wegen seines schwarzen Covers auch als Black Album oder Schwarzes Album bezeichnet. Nothing Else Matters entstand als Beitrag für dieses Album. Das Intro des Lieds schrieb Metallica-Sänger James Hetfield während eines Telefonats. Die improvisierte Situation bestimmte auch Tonlage und Struktur des Songs: Für das offene e-Moll-Arpeggio, mit welchem das Lied beginnt und sich in der Folge harmonisch stützt, benötigt man die linke Greifhand nicht. Deshalb wählte Hetfield während des Telefonates die Tonart e-Moll. Ursprünglich sollte der Song, der in seiner Erstfassung nur aus Hetfields Stimme sowie einer Gitarre bestand, kein Metallica-Song werden, da Hetfield Nothing Else Matters als zu persönlich und für Metallica ungeeignet empfand. Hetfield später in einem Interview: „Ich dachte, ich mache mich angreifbar. Ich habe in dem Lied mein Herz ausgestellt und hatte Angst, dass die Leute darauf herumtrampeln.“ Nachdem Band-Schlagzeuger Lars Ulrich den Song zufällig auf einem Demo-Tape gehört hatte, überredete er Hetfield jedoch, diesen weiter auszuarbeiten und der Band zur Verfügung zu stellen.

## Musikstil
Musikalisch ist das Stück, ähnlich wie Stairway to Heaven von Led Zeppelin, im Stil einer typischen Powerrock-Ballade gehalten. Tragendes Hauptinstrument des mit einem von einer E-Gitarre gespielten Intro versehenen Stückes ist die akustische Gitarre. Die Rockband-Begleitung setzt erst nach dem Vorspiel ein. Hinzu kommt ein dezent eingesetzter Streichersatz im Hintergrund. Kompositorisch steht Nothing Else Matters in einem 6⁄8-Takt und hat ein Tempo von 142 BPM. Es beginnt mit einem offenen e-Moll-Arpeggio, gespielt auf einer akustischen Gitarre. Im zweiten Teil des Intros kommen eine weitere Akustikgitarre, Streicher und ein Tambourin hinzu. Schlagzeug, Bass und Gesang setzen mit der ersten Strophe ein. In der zweiten, fünften und siebten Strophe ist im Hintergrund eine verzerrte E-Gitarre zu hören. Nach der dritten, vierten und sechsten Strophe folgt ein Refrain. Dem zweiten Refrain schließt sich das erste Gitarren-Solo, ein Zwischenspiel mit zwei Akustikgitarren, an. Der dritte Refrain wurde um zwei Textzeilen erweitert und ist doppelt so lang wie die anderen beiden. Er mündet in das zweite Gitarren-Solo, in welchem beide, Rhythmus- und Lead-Gitarre, verzerrt sind. In der darauf folgenden siebten Strophe ist kein Schlagzeug und Bass mehr zu hören. Das Outro besteht aus einem sich wiederholenden Motiv des Intros.

## Text und Inhalt
Hinsichtlich des Textes ist Nothing Else Matters ein Liebeslied, das an eine nicht näher bezeichnete Person gerichtet ist. Die einzelnen Strophen zählen unterschiedliche Widrigkeiten und Enttäuschungen auf, die dem Sänger des Lieds derzeit zusetzen. Der Refrain konterkariert diese jedoch mit einer Aussage des unbedingten, bedingungslosen Vertrauens, zusammengefasst in der Aussage „Nothing Else Matters“, zu Deutsch: „Nichts anderes zählt“.

## Erfolge
Als Ballade bis dato eher ungewöhnlich für die Band, avancierte Nothing Else Matters – zusammen mit dem gleichfalls dem Schwarzen Album entstammenden Titel Enter Sandman – zu dem wohl bekanntesten Stück der Band. In den deutschen Single-Charts war es insgesamt 85 Wochen präsent. Nach vielen Gold- und Platinauszeichnungen erhielt die Gruppe einen Grammy für die beste Metal-Performance. Auch das Black Album, auf dem Nothing Else Matters das achte Stück ist, wurde ein überragender kommerzieller Erfolg und verkaufte sich mittlerweile über 35 Millionen Mal. Darüber hinaus war Nothing Else Matters das erste Metallica-Stück, das auch außerhalb des Metalbereichs regelmäßiges Radio-Airplay erhielt.

## Musikvideo
Der Videoclip zu dem Stück rückte die Stimmung während des Einspielens in den Mittelpunkt. Clip-Regisseur Adam Dubin, der unter anderem auch mit den Beastie Boys gearbeitet hatte, konzentrierte sich bei der Aufnahme ganz auf die Band, die einzelnen Musiker und die Atmosphäre während der Aufnahmesession.

## Rezeption und Bedeutung
Für die Karriere von Metallica erwiesen sich das Schwarze Album sowie Balladen wie Nothing Else Matters als Wegsteine eines musikalischen Wechsels hin in Richtung Mainstream – ein Wechsel, welcher von den Fans der Gruppe unterschiedlich bewertet wurde. Anlässlich eines Konzerts im Jahr 2009 wertete die Badische Zeitung den Kontrast zwischen dem sonstigen harten Sound der Gruppe und der erfolgreichen Ballade mit folgenden Worten: „(…) Nur die Ballade ‚Nothing Else Matters‘ ist anders, ist eine Liebesbekundung von großer Tiefe – und steht dann doch wieder für Metallica, für die Innenseite der Band, für die weichen Charaktere hinter der harten Fassade.“

## Kommerzieller Erfolg

### Chartplatzierungen
| ChartsChartplatzierungen       | Höchstplatzierung | Wochen |
| ------------------------------ | ----------------- | ------ |
| Deutschland (GfK)              | 9 (51 Wo.)        | 51     |
| Österreich (Ö3)                | 6 (19 Wo.)        | 19     |
| Schweiz (IFPI)                 | 5 (74 Wo.)        | 74     |
| Vereinigte Staaten (Billboard) | 34 (15 Wo.)       | 15     |
| Vereinigtes Königreich (OCC)   | 6 (11 Wo.)        | 11     |

| ChartsJahrescharts (1992) | Platzierung |
| ------------------------- | ----------- |
| Deutschland (GfK)         | 26          |
| Schweiz (IFPI)            | 12          |

| ChartsChartplatzierungen | Höchstplatzierung | Wochen |
| ------------------------ | ----------------- | ------ |
| Deutschland (GfK)        | 2 (40 Wo.)        | 40     |
| Schweiz (IFPI)           | 4 (26 Wo.)        | 26     |

| ChartsJahrescharts (2000) | Platzierung |
| ------------------------- | ----------- |
| Schweiz (IFPI)            | 31          |

### Auszeichnungen für Musikverkäufe
| Land/Region                  | Auszeichnungen für Musikverkäufe (Land/Region, Auszeichnung, Verkäufe) | Verkäufe  |
| ---------------------------- | ---------------------------------------------------------------------- | --------- |
| Australien (ARIA)            | 7× Platin                                                              | 490.000   |
| Belgien (BRMA)               | Gold                                                                   | 25.000    |
| Brasilien (PMB)              | Gold                                                                   | 30.000    |
| Dänemark (IFPI)              | 2× Platin                                                              | 180.000   |
| Deutschland (BVMI)           | 3× Gold                                                                | 900.000   |
| Griechenland (IFPI)          | Platin                                                                 | 20.000    |
| Italien (FIMI)               | 2× Platin                                                              | 100.000   |
| Neuseeland (RMNZ)            | 5× Platin                                                              | 150.000   |
| Österreich (IFPI)            | Gold                                                                   | 25.000    |
| Schweden (IFPI)              | Gold                                                                   | 15.000    |
| Spanien (Promusicae)         | 2× Platin                                                              | 120.000   |
| Vereinigte Staaten (RIAA)    | Gold                                                                   | 500.000   |
| Vereinigtes Königreich (BPI) | Platin                                                                 | 600.000   |
| Insgesamt                    | 6× Gold · 21× Platin ·                                                 | 3.155.000 |

Hauptartikel: Metallica/Auszeichnungen für Musikverkäufe

## Live-Einspielungen und Cover-Versionen
Nothing Else Matters wurde seit seiner Entstehung über 1000-mal bei Liveauftritten gespielt, unter anderem zu finden auf Live Shit: Binge & Purge (1993) und S&M (1999). Bei der zweiten Aufnahme wurde die Gruppe vom San Francisco Symphony Orchestra unter der Leitung von Michael Kamen begleitet. Die Länge des Stücks variierte abhängig von der jeweiligen künstlerischen Phase der Band. Seit 1995 setzten Schlagzeug und Bass erst nach dem ersten Refrain ein und seit 1996 wurde das Lied, mit Ausnahme einiger Akustik-Konzerte nur noch bis zum zweiten Gitarren-Solo gespielt, die anschließende letzte Strophe und das Outro wurden weggelassen. Am 9. Dezember 2011 wurde im Rahmen von vier Jubiläums-Konzerten erstmals wieder die letzte Strophe und das Outro gespielt, für Backing Vocals fand sich Jerry Cantrell.
Die Anzahl der eingespielten Fremdinterpretationen ist beachtlich. Die Coverversionen-Dokumentationsseite coverinfo.de listet derzeit knapp hundert unterschiedliche Versionen auf. Das stilistische Spektrum der Einspielungen ist ungewöhnlich breit; es reicht von Klassik- und Chor-Version über Metal-Einspielungen bis hin zu Versionen aus dem Indierock- und Singer/Songwriter-Bereich. Hier ein Überblick über die bekannteren Veröffentlichungen:
- 1997: Die Krupps (New-Wave- bzw. Indierock-Version)
- 1998: Apocalyptica (harte Metal-Version)
- 1998: Apoptygma Berzerk (Trance-Version)
- 2000: Godhead (Industrial-Rock-Version)
- 2001: Marco Masini: E chi se ne frega (italienische Version)
- 2002: Wiener Sängerknaben (Chor-Version)
- 2002: Angels of Venice (New-Age-Version)
- 2003: Iron Horse (Bluegrass-Version)
- 2003: Martin Kesici (Pop-/Rock-Version)
- 2004: Angry String Orchestra: (Streichorchester-Version)
- 2004: Gregorian (Pop-/gregorianischer-Choral-Version)
- 2004: Joe Lynn Turner (Hardrock-Version)
- 2004: Today Is the Day (Hardcore-Metal-Version)
- 2005: Lucie Silvas (Pop-Version)
- 2005: Bif Naked (Garage-Rock-Version)
- 2005: Die Quietschboys: Fetter (Comedy-Rock in hessischer Mundart)
- 2006: Robird feat. Taichi und Kobra: Alles vorbei (deutschsprachiger Rap)
- 2007: Scott D. Davis (Piano-Version auf dem Album Pianotarium: Piano Tribute to Metallica)
- 2007: Staind (Unplugged-Version im Rahmen eines von MTV veranstalteten Konzertes)
- 2007: Paula Fernandes (Pop-Version)
- 2007: Solo-Aufnahme von Motörhead-Mitglied Lemmy Kilmister (Rock-/Metal-Version)
- 2008: Jazzkantine feat. Xavier Naidoo (R&B- bzw. Jazz-Version)
- 2007: David Garrett (Klassik-Pop-Version)
- 2007: Vibrators (Punk-Metal-Crossover auf dem Tribute-Of-Album The Blackest Box)
- 2007: Duo: Sina (Tar) und RG.Squared (Gitarre)[24]
- 2010: Acid Drinkers (Thrash-Metal-Version mit Polka-Elementen)
- 2010: Ed Alleyne-Johnson (Ex-Musiker der britischen Indierockband New Model Army; Violin-Instrumentalversion)
- 2011: Scala & Kolacny Brothers (A-cappella-Version bzw. Chor-Version)
- 2011: Shakira (Pop-Version)
- 2011: Kennedy Rose (Instrumental-Version)
- 2011: Doro (Metal-Version für das Album Metallica – A Tribute to the Black Album, in Deutschland als Special Edition der Zeitschrift Metal Hammer erschienen)
- 2011: Lissie (Folk-Rock- bzw. Singer-Songwriter-Version)
- 2011: Igor Presnyakov (Gitarre-Version)
- 2011: Nica & Joe (Drittplatzierte der 2011er-Staffel der Castingshow X Factor; Pop-Version)
- 2011: Vanilla Sky (schnelle Punk-Version)
- 2012: Macy Gray (R&B-/Soul-Version)
- 2012: Godsmack (Metal-Rock-Version)
- 2015: Adel Tawil (Zitat in der 2. Strophe des Liedes Unsere Lieder)
- 2018: Tulia (Folk-Version)
- 2021: Phoebe Bridgers auf The Metallica Blacklist
- 2021: Miley Cyrus feat. WATT, Elton John, Yo-Yo Ma, Robert Trujillo, Chad Smith auf The Metallica Blacklist
- 2021: Dave Gahan auf The Metallica Blacklist
- 2021: Mickey Guyton auf The Metallica Blacklist
- 2021: Dermot Kennedy auf The Metallica Blacklist
- 2021: Mon Laferte auf The Metallica Blacklist
- 2021: Igor Levit auf The Metallica Blacklist
- 2021: My Morning Jacket auf The Metallica Blacklist
- 2021: PG Roxette auf The Metallica Blacklist
- 2021: Darius Rucker auf The Metallica Blacklist
- 2021: Chris Stapleton auf The Metallica Blacklist
- 2021: Tresor auf The Metallica Blacklist
- 2023: Sixstring Lounge (Chillout House Instrumental)[25]
- 2025: Kerian von Heyden, Jaki Nelson (Synthiepop)[26]

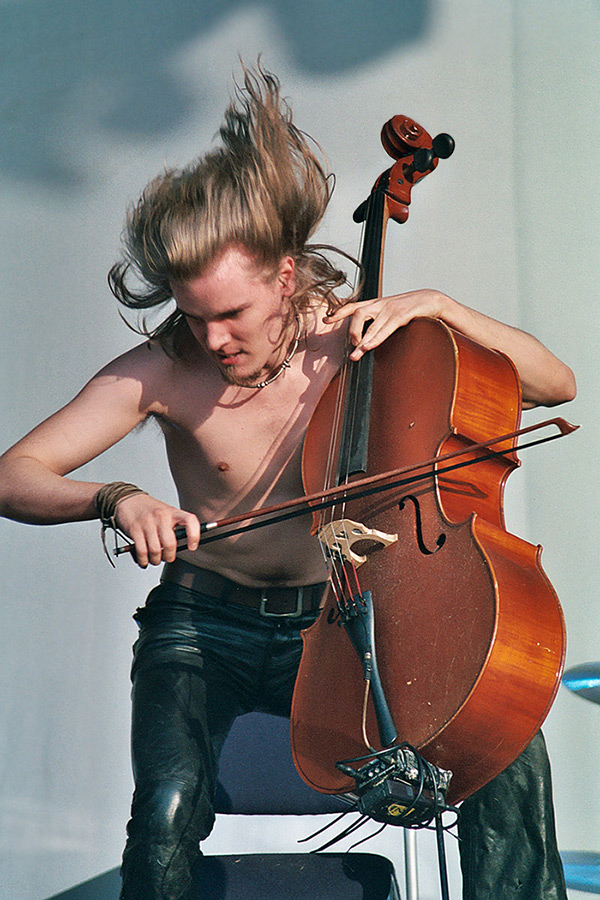
Apocalyptica
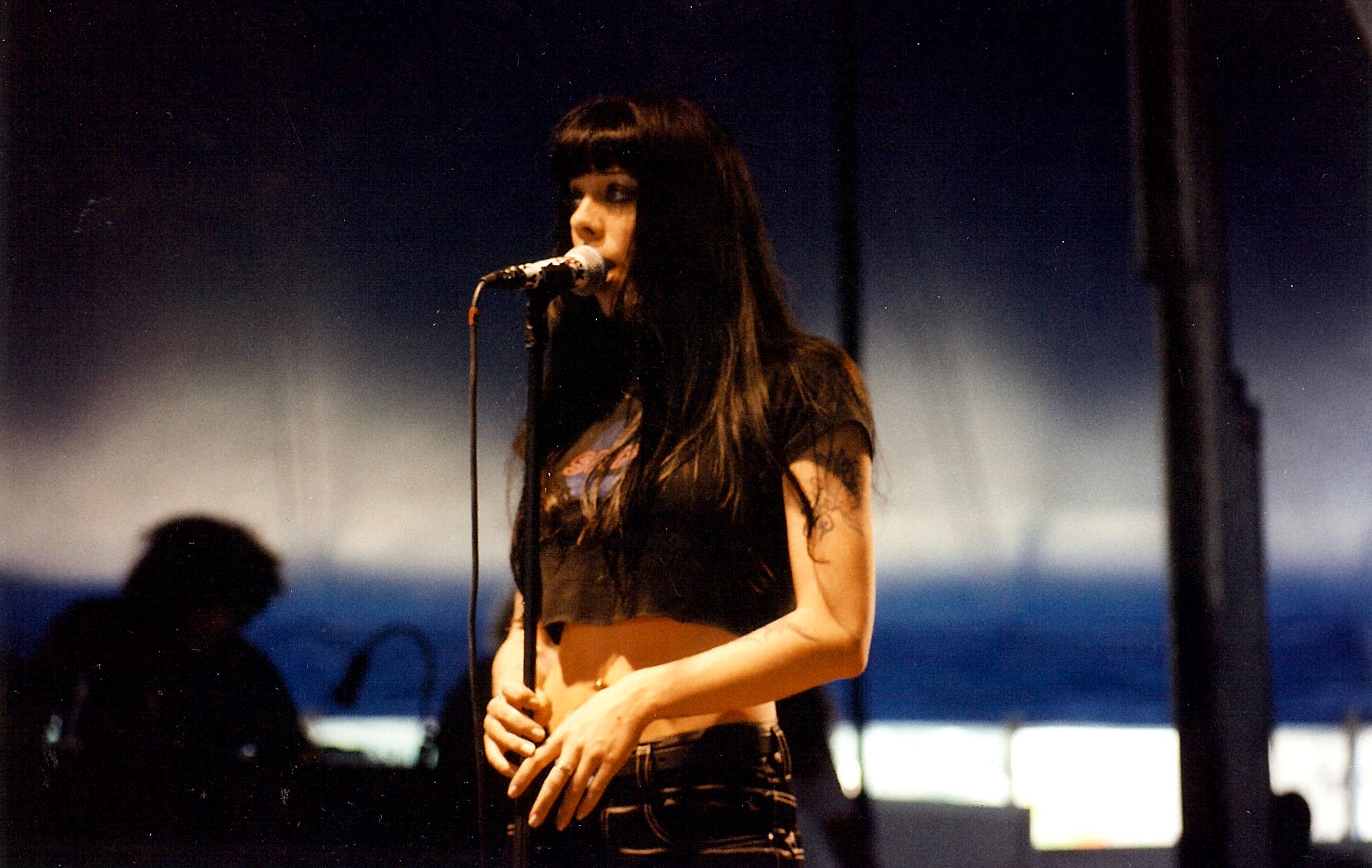
Bif Naked
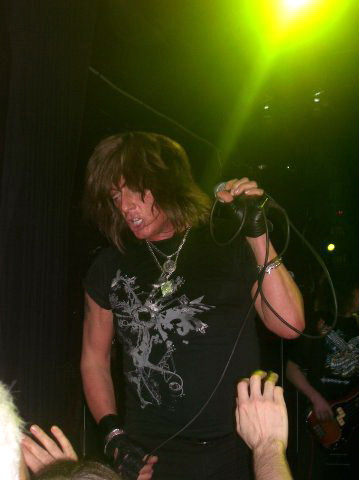
Joe Lynn Turner
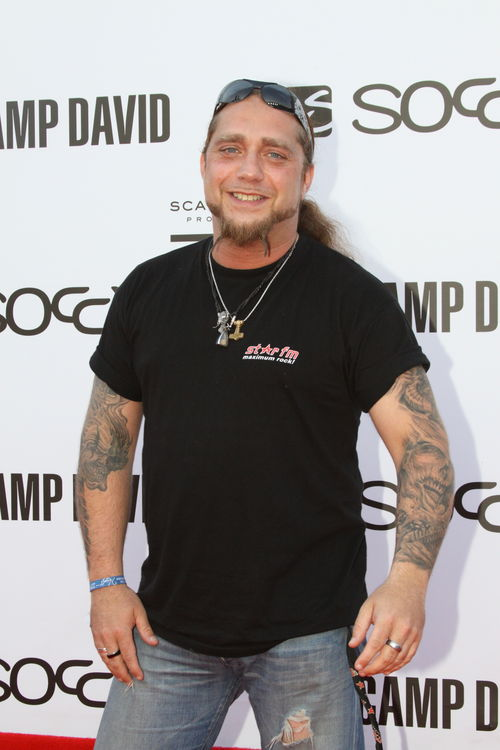
Martin Kesici
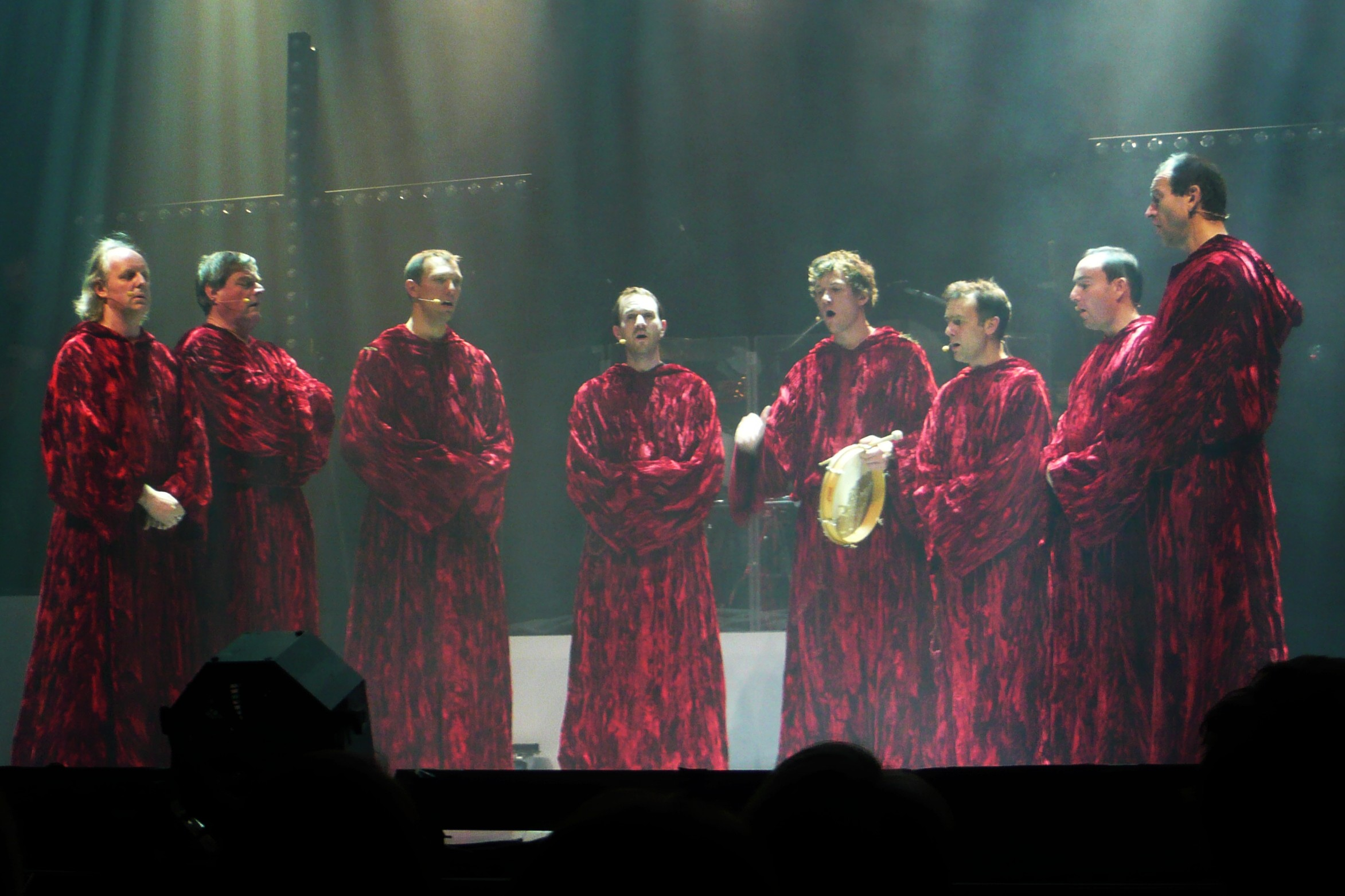
Gregorian
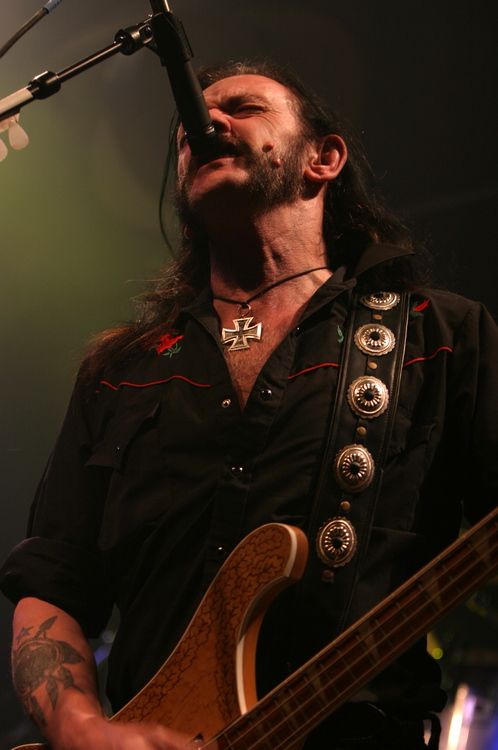
Lemmy Kilmister
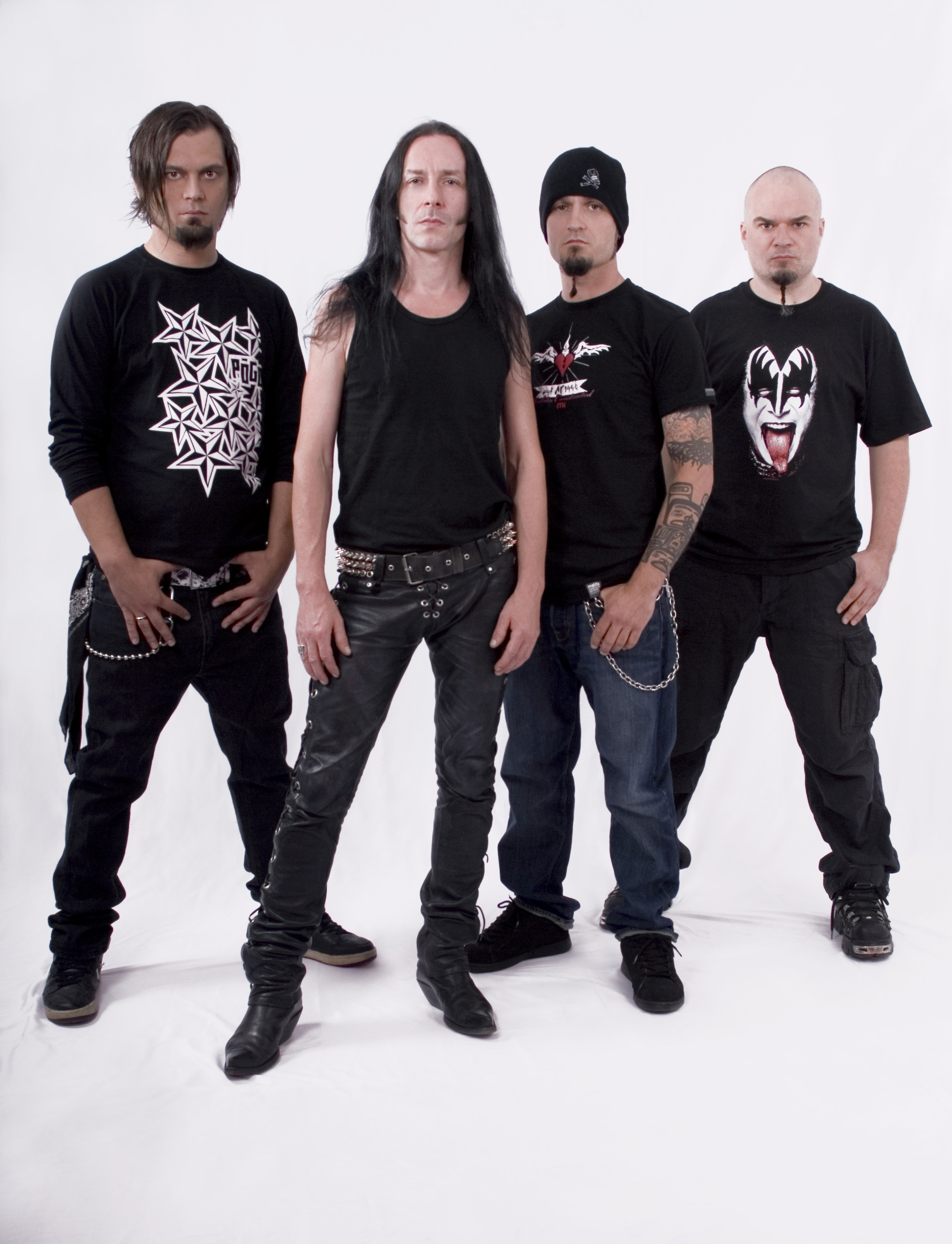
Acid Drinkers
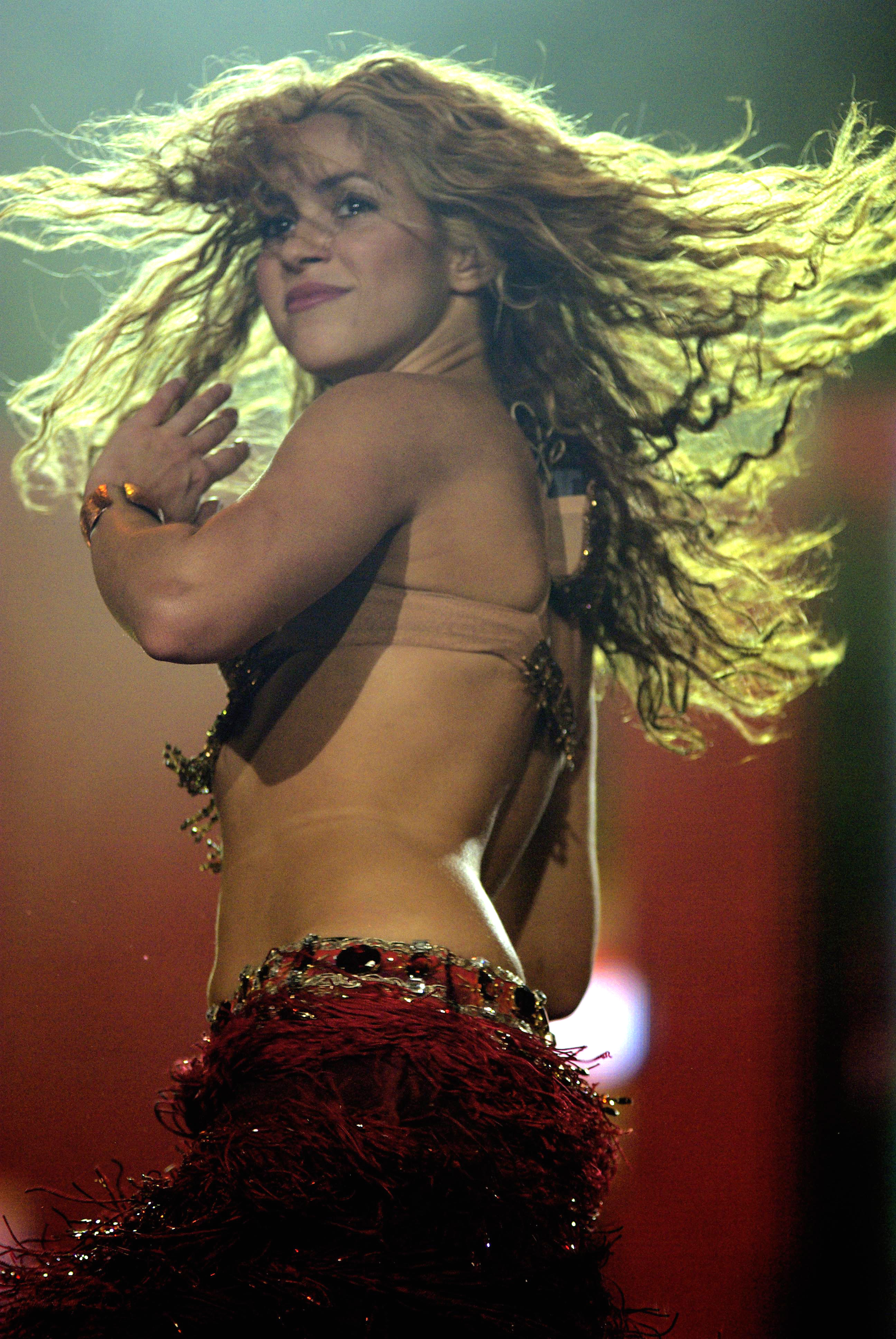
Shakira
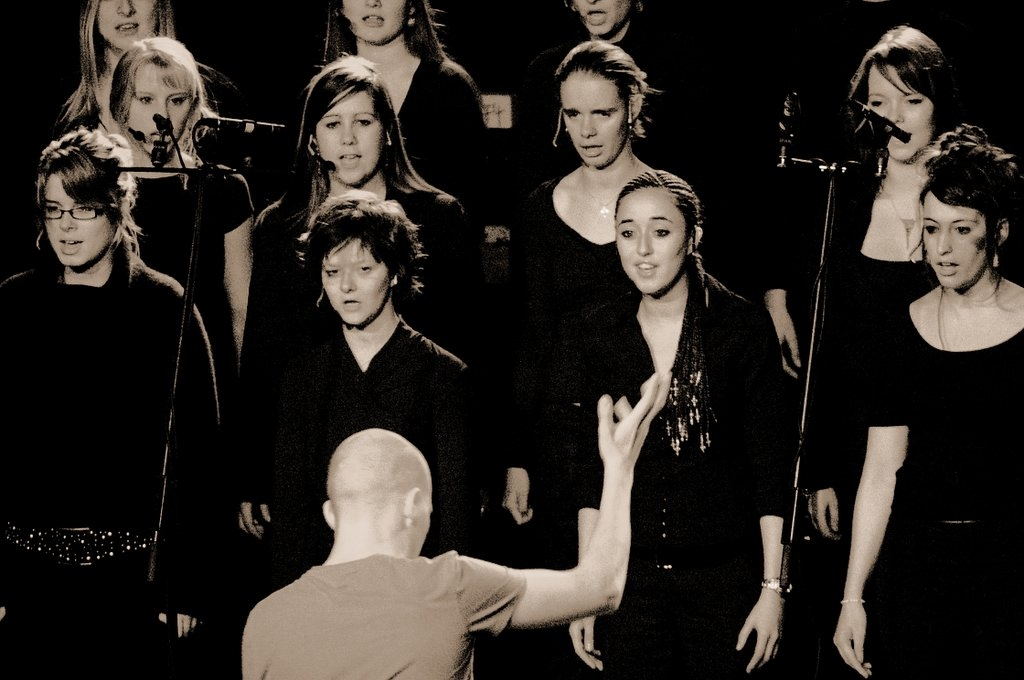
Scala & Kolacny Brothers
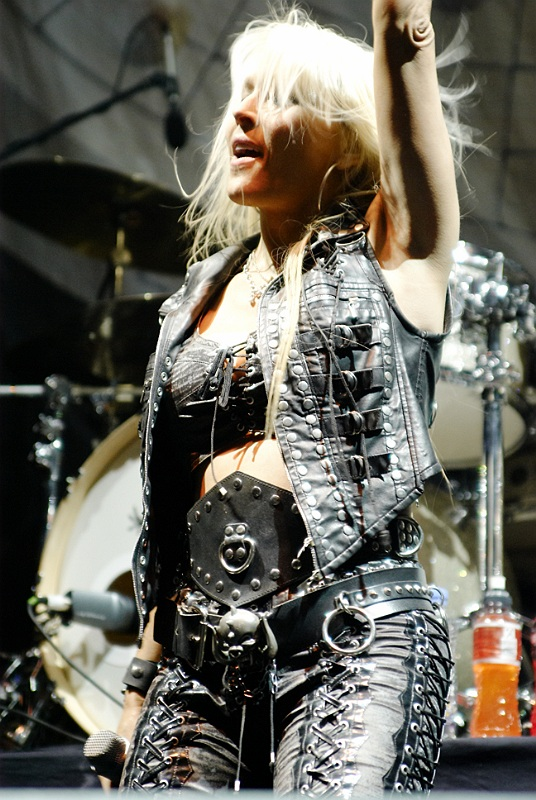
Doro Pesch
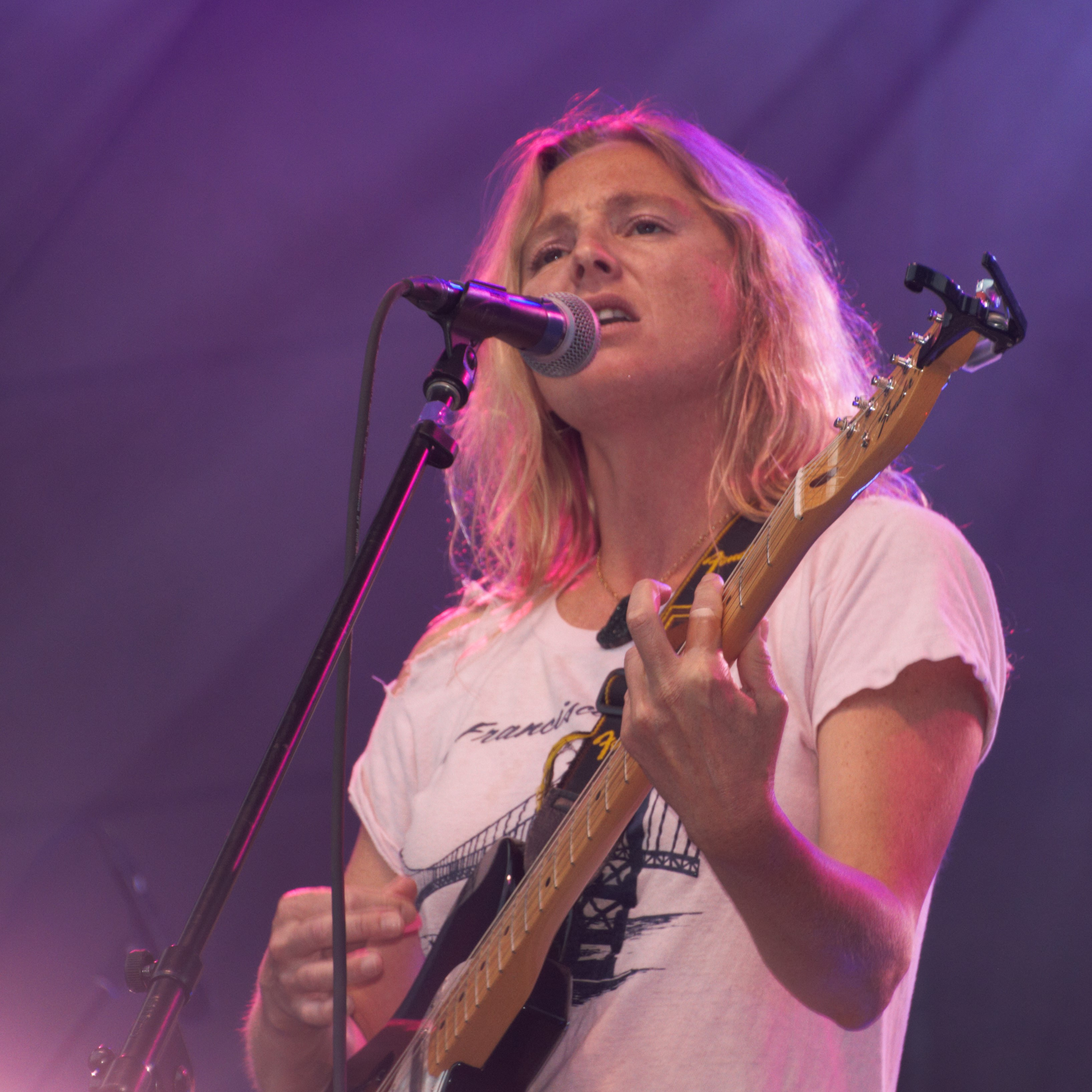
Lissie